# Sternberg (Schwäbische Alb)
Der Sternberg ist ein schon im Miozän (vor 17–11 Mio. Jahren) erloschener Vulkan auf der Schwäbischen Alb, der zu der großen Gruppe von über 350 ehemaligen Vulkanen (Diatreme) gehört, die als „Schwäbischer Vulkan“ bekannt sind. Der Vulkan und sein Basaltschlot konnten 2009 durch modernste geophysikalische Messmethoden nachgewiesen werden. Als Härtling ist er heute einer der höchsten Berge der Münsinger Alb. Auf seinem Gipfel stehen ein Aussichtsturm und ein Sendemast.

## Geographie
Der Sternberg befindet sich oberhalb der Orte Gomadingen und Offenhausen im baden-württembergischen Landkreis Reutlingen. Sein Gipfel liegt fast 200 Meter über der Großen Lauter. Die kürzesten Wanderstrecken (von der Ortsmitte Gomadingens bzw. Offenhausens) sind rund anderthalb Kilometer lang.

## Sternbergturm
1905 entstand auf dem Berg ein erster Aussichtsturm. Bereits in den 1940er-Jahren wurde dieser wegen Baufälligkeit jedoch wieder aufgegeben. 1953 errichtete man hundert Meter weiter östlich den 32 m hohen neuen Sternbergturm, einen verkleideten Holzturm auf massivem Sockelgeschoss mit geschlossener Aussichtsplattform. An der Stelle des alten Turms entstand zwischen 1980 und 1982 das Wanderheim Sternberg, das wie der Turm vom Schwäbischen Albverein unterhalten wird. 2011 wurde die alte Holzverkleidung des Turms durch eine neue aus Douglasienholz ersetzt.

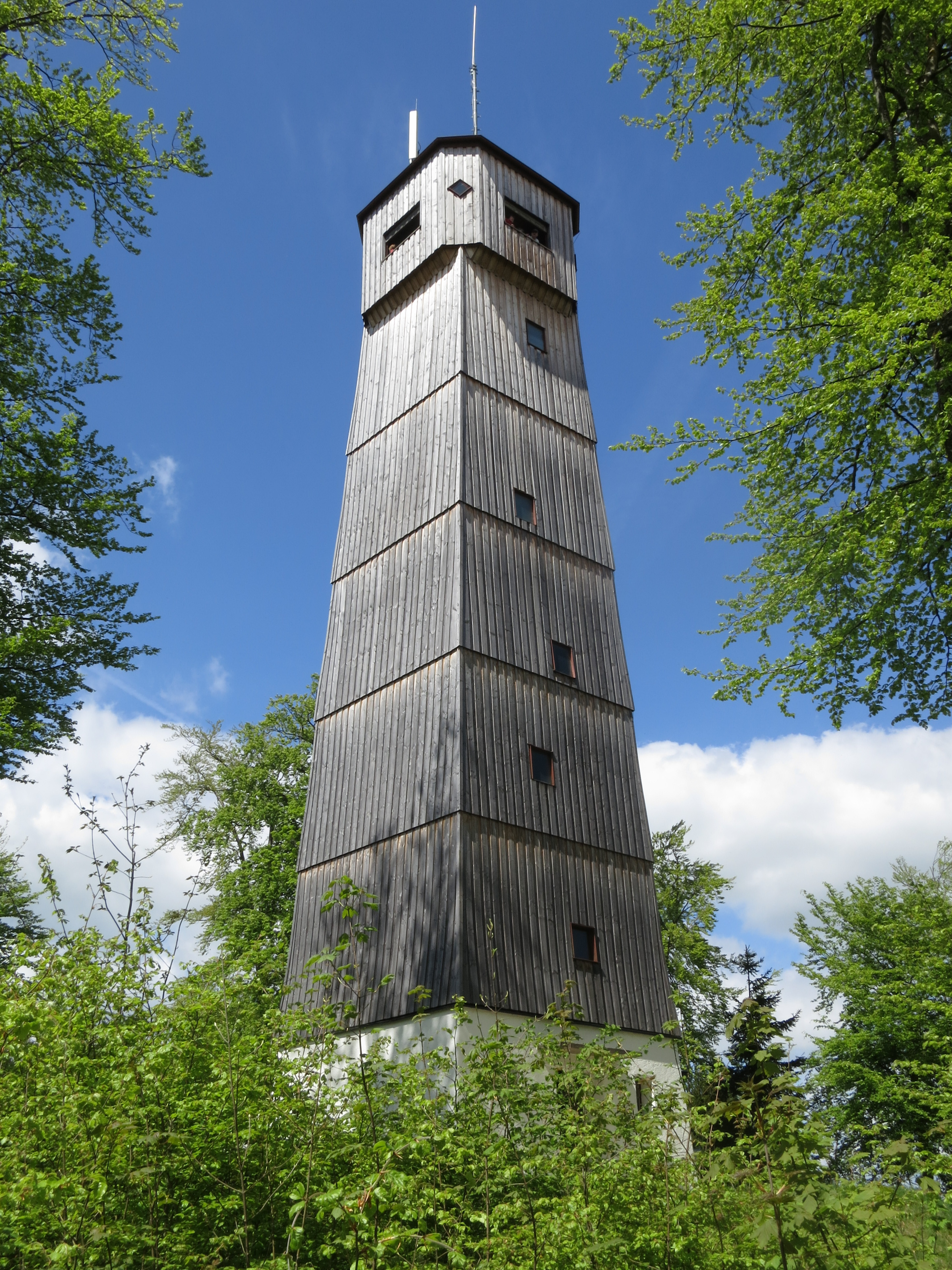
Der Sternbergturm
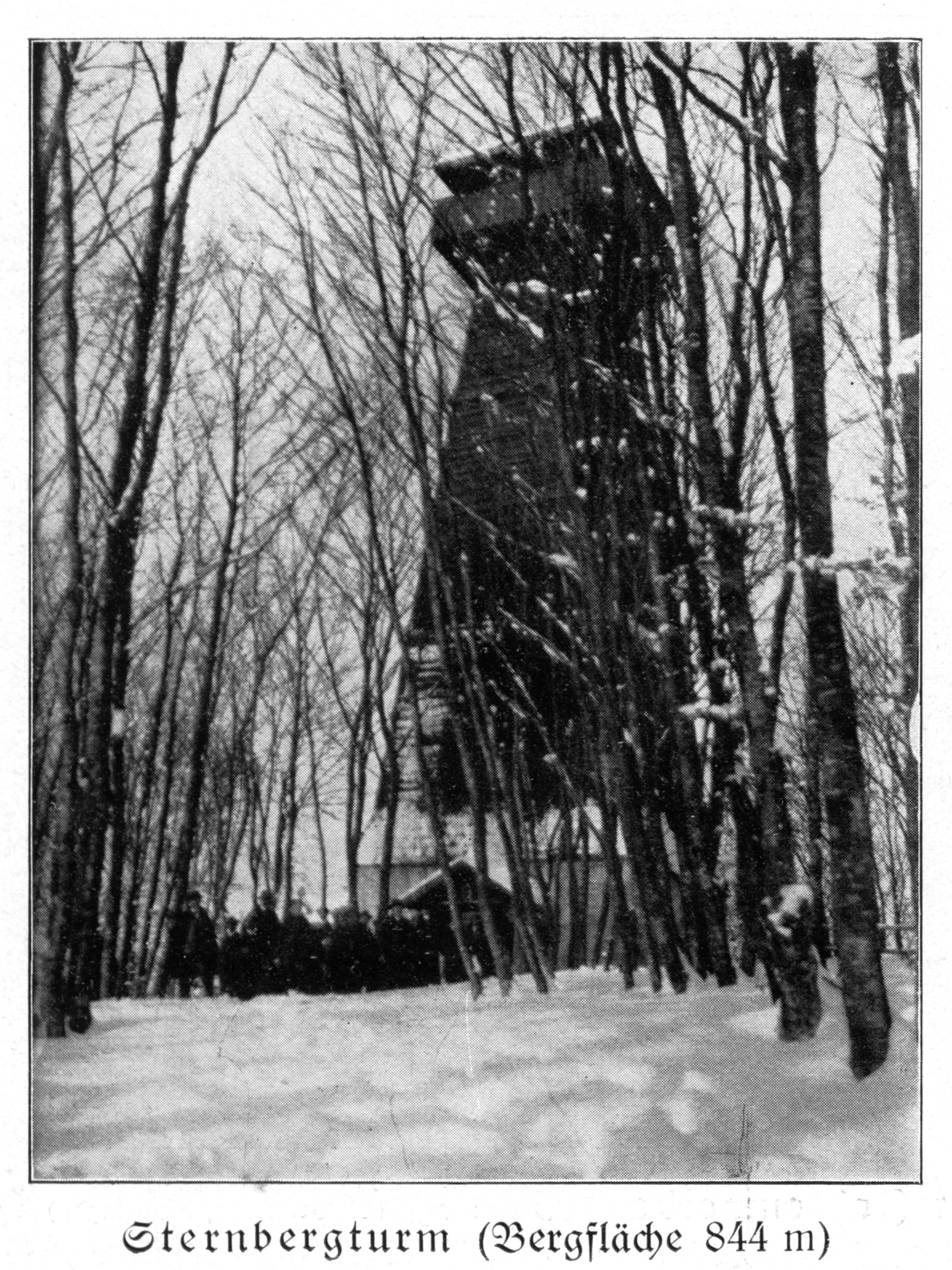
Ansicht des alten Sternbergturms. (Aufnahme vor 1914)
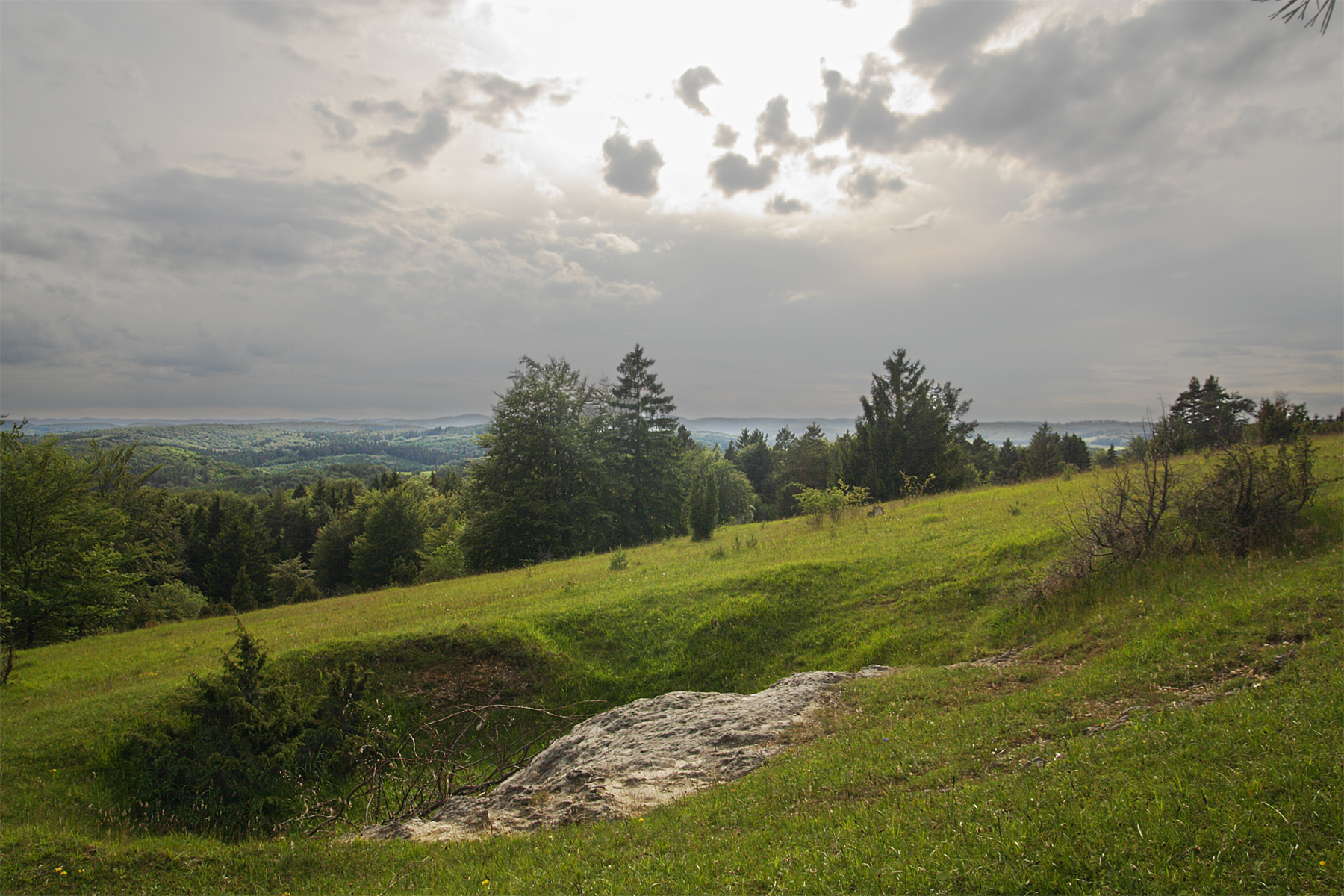
Vulkan Sternberg bei Gomadingen, leicht verbuschte Wacholderheide auf dem Südhang

## Fernwanderweg
Über den Sternberg führt der Schwarzwald-Schwäbische-Alb-Allgäu-Weg, auch als Hauptwanderweg 5 bezeichnet. Es handelt sich um einen Fernwanderweg des Schwäbischen Albvereins.